# Алексеев, Анатолий Семёнович
Анато́лий Семёнович Алексе́ев (12 октября 1928, с. Алексеевское, Локнянский район, Великолукский округ, Ленинградская область — 17 февраля 2007, Новосибирск) — советский и российский геофизик, академик РАН (1991; академик АН СССР с 1984, член-корреспондент АН СССР с 1973, секция прикладной математики и информатики Отделения математических наук), доктор физико-математических наук (1966), профессор (1971). Лауреат Государственной премии СССР.

## Биография
Окончил математический факультет Ленинградского государственного университета в 1952 году, в 1955 году — аспирантуру ЛГУ. Кандидат физико-математических наук (1956, тема диссертации — «Задачи типа Лэмба в неоднородном пространстве»). Работал младшим и старшим научным сотрудником в Ленинградском отделении Математического института им. В. А. Стеклова (ЛОМИ). Заведующий лабораторией Вычислительного центра Сибирского отделения РАН в Новосибирске с 1963 года, с 1973 года — заместитель, а в 1980—1998 годах — директор Вычислительного центра СО РАН (в настоящее время Институт вычислительной математики и математической геофизики СО РАН), с 1998 года — советник РАН.
В 1966 году защитил докторскую диссертацию на тему «Прямые и обратные задачи сейсмики».
Был главным редактором «Сибирского журнала вычислительной математики», членом Президиума СО РАН, председателем Объединённого учёного совета по математике и информатике СО РАН, Совета по вибропросвечиванию Земли СО РАН, Научного совета РАН по проблемам прикладной геофизики. Являлся членом Американского математического общества и Европейского геофизического общества. Автор и соавтор более 200 научных трудов, в том числе, двух монографий. Профессор Новосибирского государственного университета, заведующий кафедрой математических методов геофизики механико-математического факультета НГУ (с 1991 по 2007 год).

## Научная работа
Труды по теоретической и вычислительной геофизике, математическому моделированию геофизических явлений и цифровой обработки наблюдений. Впервые исследовал новый класс математических задач геофизики — обратные динамические задачи сейсмики — и развил численные методы решения таких задач, а также численно-аналитические методы решения прямых задач. Первооткрыватель (вместе с учениками) новых типов «нелучевых» волн, имеющих важное значение при интерпретации сейсмических данных.

## Награды и премии
Государственная премия СССР (1982) за участие в разработке лучевого метода.
Кавалер медали «За доблестный труд» (1970), ордена Октябрьской Революции (1971), ордена «Знак Почёта» (1975), ордена Трудового Красного Знамени (1982), ордена Кирилла и Мефодия (Болгария), медали ордена «За заслуги перед Отечеством» II степени (1999).

## Память

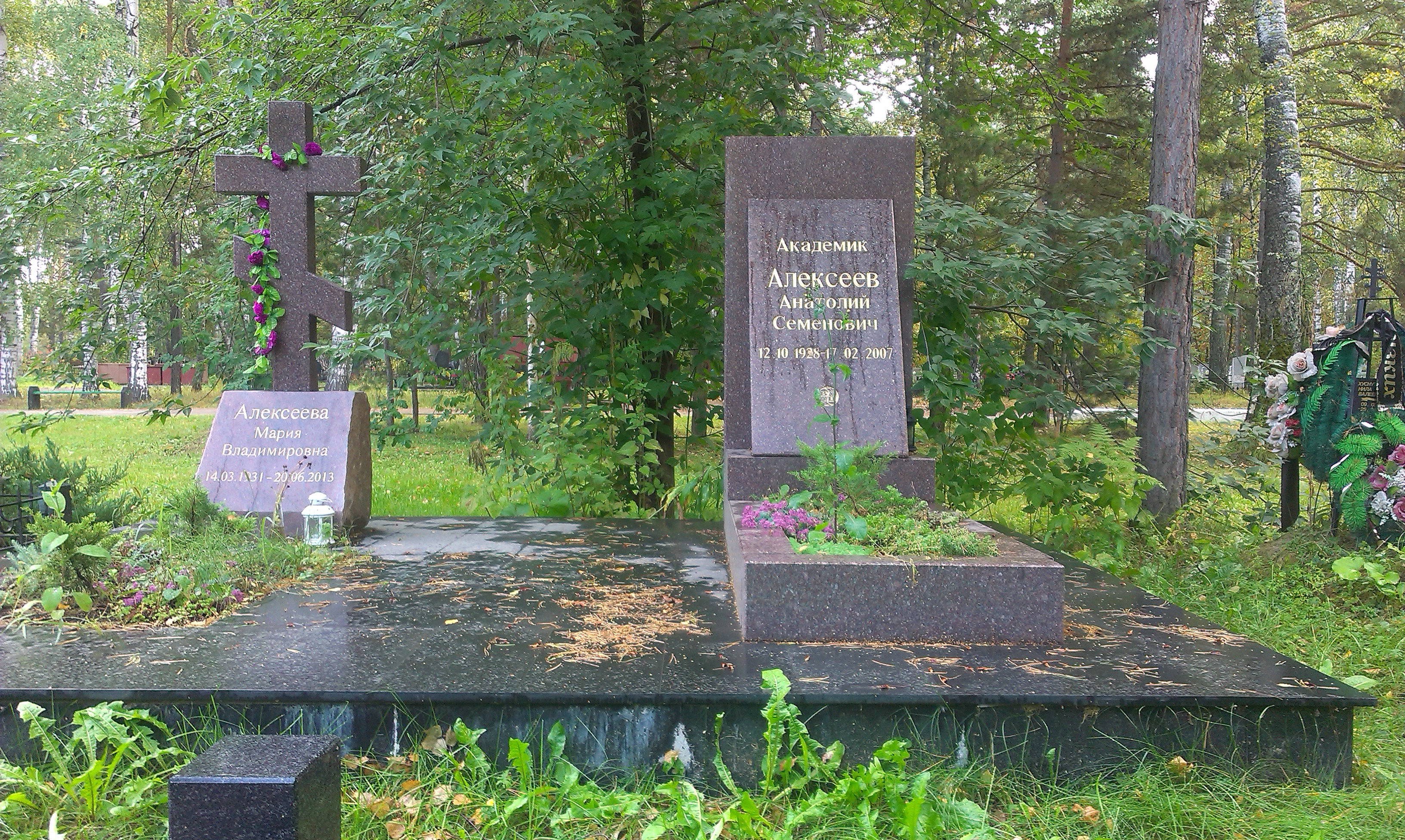
Могила А. С. Алексеева на Южном кладбище

Похоронен на Южном кладбище Новосибирска.
Именем академика Алексеева названа малая планета (9933) Алексеев, открытая астрономами Крымской астрофизической обсерватории Николаем и Людмилой Черных 23 августа 1985 года.